# Edificio SIS
L'edificio SIS, situato a Vauxhall Cross, Londra, è il quartier generale del Secret Intelligence Service (SIS o MI6) dal 1994.

## Storia

### Antefatto
La precedente base del SIS era alla Century House, un edificio di 22 piani sulla strada del ponte di Westminster nel quartiere Lambeth, vicino alla stazione di Waterloo.
La posizione del quartiere generale era segretata, ma il Daily Telegraph lo descrisse come: "Il segreto peggio mantenuto di Londra, conosciuto solo da ogni tassista, guida turistica e agente del KGB".
La Century House fu descritta come "irrimediabilmente insicura" in un rapporto del National Audit Office (NAO) nel 1985, infatti l'edificio era composto per lo più di vetro e aveva un deposito di petrolio alla base. La scarsa sicurezza combinata alla proprietà in affitto e ai costi di modernizzazione dell'edificio sono stati i principali fattori che hanno spinto al trasferimento.

### Progettazione e costruzione
Il sito dove ora sorge l'edificio era occupato dai Vauxhall Pleasure Gardens nel XIX secolo. Dopo la demolizione dei giardini negli anni '50 furono costruite diverse fabbriche e industrie incluse: una fabbrica di vetro, una distilleria di gin e una di aceto. Scavi archeologici hanno riportato alla luce forni per il vetro del XVII secolo, così come delle case di chiatta e una locanda chiamata The Vine; c'erano prove del ritrovamento di un argine.
Nel 1983 il sito venne acquistato da Regalian Properties. Una gara per sviluppare un progetto sul sito venne vinta dall'architetto Terry Farrell con un villaggio urbano. Uno schema di uffici venne successivamente sviluppato per un'agenzia governativa. L'edificio venne venduto per £ 130 000 000 nel 1989 per essere completato nel giro di tre anni. L'MI6 è recentemente diventato il proprietario della struttura. Il progetto di Farrell fu influenzato dall'architettura modernista degli anni '30 come Bankside e la Battersea Power Station e i templi Maya e Aztechi.
Regalian cominciò a vagliare l'interesse del governo nell'edificio nel 1987. Nel 1988 Margaret Thatcher, primo ministro inglese, approvò l'acquisto del nuovo edificio per il SIS. Il NAO propose un costo di £135.050.000 per il sito ed un costo di £152.600.000 per l'edificio.
Alcune voci sostengono che ci sia un tunnel che conduce a Whitehall.
L'edificio dispone di 60 piani separati; vennero usati 25 tipi diversi di vetro con una superficie totale di 12.000 m² di vetro e alluminio. Le finestre sono a tripla vetrata per una maggiore sicurezza. Vista la natura del lavoro dell'MI6 buona parte dell'edificio è interrata con diversi corridoi segreti che servono l'intera struttura. I servizi per lo staff includono: una sala sportiva, una palestra, uno studio di aerobica, un campo da squash e un ristorante. L'edificio dispone di due fossati per protezione.
Venne completato nell'aprile del 1994 e venne ufficialmente inaugurato dalla regina Elisabetta II e dal principe Filippo, duca di Edimburgo.

### Storia recente
Nel settembre del 2000 l'edificio venne attaccato da terroristi irlandesi (RIRA) armati con RPG-22 anticarro causando danni superficiali. La polizia metropolitana recuperò i lanciamissili inutilizzati agli Spring Gardens a Vauxhall ritrovando i missili che erano esplosi contro una finestra dell'ottavo piano. Alan Judd scrisse sul Daily Telegraph: "Tutti a Whitehall discuteranno sui responsabili dell'attacco: da una parte l'aspetto dell'edificio ne ha fatto un bersaglio d'altra parte un quartier generale con una sicurezza altamente costosa si è rivelato necessario"
Il 1º giugno 2007 l'edificio ed il suo cortile vennero designati come sito protetto in base alla sezione 128 del Serious Organised Crime and Police Act 2005, cioè vietava l'ingresso di chiunque nel cortile o nell'edificio.
Nell'agosto 2010 due uomini gallesi vennero arrestati dopo il ritrovamento di un pacco bomba nel centro postale dell'edificio.
La regina visitò Vauxhall Cross un'altra volta nel febbraio 2006, Carlo, principe di Galles, lo visitò nel luglio 2008. Nel giugno 2013 il principe Harry visitò l'edificio partecipando ad un briefing sull'intelligence. Durante il Giubileo di Diamante di Elisabetta II nel 2012 la London Philharmonic Orchestra suonò la colonna sonora di James Bond passando davanti all'edificio.

## Impatto culturale

### Critica
Vauxhall Cross fu positivamente criticato da Deyan Sudjic nel The Guardian nel 1992 che lo descrisse come "un epitaffio all'architettura degli anni '80"

### James Bond
L'edificio è apparso più volte nei film di James Bond; è apparso dopo esser stato attaccato nei film The World Is Not Enough (1999) Skyfall (2012) e Spectre (2015). Per il primo un modello dell'edificio alto 15 metri venne costruito ai Pinewood Studios.